# Crosstown Traffic
Crosstown Traffic är en sång skriven av Jimi Hendrix, inspelad 1967, och släppt 1968. Låten var den första Jimi Hendrix Experience spelade in inför deras tredje studioalbum Electric Ladyland. Den släpptes som singel 1968 i USA, och i april 1969 i Storbritannien. B-sidan var "Gypsy Eyes". Singeln gavs ut på Track Records i Storbritannien, Reprise Records i USA och Polydor i övriga Europa. Låten fanns med på de amerikanska utgåvorna av samlingsskivan Smash Hits.
Förutom Hendrix medverkar Noel Redding (bas), Mitch Mitchell (trummor), samt Dave Mason (bakgrundssångare i refrängen) på inspelningen.
Crosstown Traffic är en av Hendrix mer radiovänligaa låtar, men det betyder inte att den är totalt mainstream. Låten har vissa förvrängda ljudeffekter som gör den speciell. Mest notabelt med inspelningen är kanske att Hendrix spelar kazoo i takt med gitarren i refrängerna. Låten handlar om kvinnor som är svåra att komma till tals med, "just like crosstown traffic" ("som korsande trafik").
Coverversioner av låten har spelats in av bland andra Gil Evans, Red Hot Chili Peppers och Living Colour.

## Listplaceringar
- Billboard Hot 100, USA: #52[1]
- UK Singles Chart, Storbritannien: #37[2]
- Nederländerna: #48 (år 1990)[3]